# Golda Luftig
Golda Luftig (Chrzanów 1903 - Auschwitz-Birkenau 1942) fou una dona polonesa d'origen jueu i belga d'adopció, víctima de l'Holocaust. Militant de la Kultur Farein (organització marxista), serví la República Espanyola integrada en el grup d'infermeres de les Brigades Internacionals conegudes com Les mamàs belgues. Durant la Segona Guerra Mundial, arran de l'ocupació nazi dels Països Baixos, fou deportada a Auschwitz i morí a la cambra de gas amb la seva filla Madrich de quatre anys i gran part de la seva família.

## Biografia
Nascuda a Chrzanów, era filla de Moshe Luftig i Bleina Taub, tenia quatre germanes i dos germans. La família, d'origen jueu, es veié obligada a fugir de Polònia a causa dels nombrosos pogroms i de la crisi econòmica que s'havia generat després de la Primera Guerra Mundial. S'establiren a Anvers i treballaren en el comerç de diamants. A Polònia, Golda i les seves germanes Rachela i Feigla eren membres de la Poale Zion (Partit Sionista-Socialista dels treballadors) però en entrar en contacte amb la societat flamenca, molt més oberta, s'afiliaren a la Kultur Farein, d'inspiració marxista, i abandonaren la religió i les tradicions del judaisme.
El 1936, a l'esclat de la Guerra Civil Espanyola, la joventut de la Kultur Farein, que rebutjava el feixisme i l'antisemitisme, se sentí molt unida a la causa republicana. Emiel Akkerman, marit de la seva germana Feigla, s'allistà voluntari a les Brigades Internacionals i morí en combat al front de la Casa de Campo (Madrid) cinc dies després de la seva incorporació. També Piet Akkerman, germà del seu cunyat, caigué al cap de dos mesos al front d'Arganda. El company de Golda Luftig, Szmul Berliner, malgrat ser ferit dues vegades, sobrevisqué a la batalla de Madrid i fou traslladat convalescent a Albacete. Davant d'aquella greu situació, les tres germanes Luftig decidiren unir-se a la lluita i a finals d'abril de 1937 s'integraren al contingent d'infermeres voluntàries amb destinació a l'hospital d'Ontinyent, gestionat per la Internacional Obrera i Socialista, la Federació Sindical Internacional i promogut pel Dr. Albert Marteaux, diputat i membre dels Serveis Públics de Benestar de Bèlgica,amb la col·laboració del cirurgià Fernand Neumann i el Dr. René Dumont.
Ben aviat l'hospital, conegut com El Belga, va ser reconegut com un dels més ben equipats d'Espanya. Les infermeres també van desenvolupar una tasca psicològica i d'acompanyament, esdevenint l'hospital un centre socio-cultural, amb cursos d'alfabetització, tallers, vetllades teatrals, una coral i l'edició del petit diari: La voz del herido. Per aquest motiu es van guanyar l'afecte i simpatia dels ferits i de la població local, que les anomenava: Les mamàs belgues. Golda Luftig es podia reunir sovint amb el seu company i es quedà embarassada. El 3 d'agost de 1938 infantà una nena a qui posà el nom de Madrid o Madrich
El curs de la guerra fou cada vegada més desfavorable per la República. El 26 de gener de 1939 després de la caiguda de Barcelona, el govern tingué l'última reunió al Castell de Sant Ferran de Figueres. El president Negrín intentà negociar una rendició honorable amb el general Franco, però cap condició fou acceptada i s'inicià l'èxode massiu dels vençuts. Les infermeres brigadistes eren conscients que, si queien en mans de les tropes feixistes, serien ultratjades i afusellades. Golda Luftig, amb les seves germanes i amb la filla de pocs mesos, pogueren arribar a l'aeròdrom de Xiva, des d'on foren evacuades a Orà (Algèria)
De nou a Bèlgica, Golda Luftig i la seva filla s'instal·laren a Anvers, amb els pares, i les seves germanes es quedaren a Brussel·les. L'1 de setembre de 1939 esclatà la Segona Guerra Mundial i el 28 de maig de 1940 l'exèrcit nazi ocupà Bèlgica després d'una fulminant campanya de només divuit dies. A partir de llavors, el Govern belga, sotmès a les ordres de Berlín, col·laborà activament en la persecució dels jueus, primer fitxant-los i l'any 1942 obligant-los a portar la insígnia groga cosida a la roba.
El 28 d'agost de 1942 es produí la segona gran ratzia a Anvers; es van encerclar barris sencers i van ser detinguts 1.135 jueus, entre els quals hi havia Golda Luftig i el seu marit, la seva filla de quatre anys, els seus pares i la germana Miriam amb el marit Nathan Nussan Namerwirth. Els traslladaren a la caserna de Dossin, a Malines, abans de ser deportats al camp de Concentració d'Auschwitz-Birkenau, on entre el 12 i 15 de setembre foren exterminats a la cambra de gas. Golda Luftig quedà registrada amb el número 7843930 i Madrid (Madrich) amb el 7840538. Només sobreviure el seu marit, Szmul Berliner, que després de la guerra va emigrar als Estats Units.

## Memòria històrica
L'historiador Belga Rudi Van Doorslaer fou el primer que, el 1980, va dur a terme un estudi sobre els brigadistes belgues a la Guerra Civil espanyola. El 1990, en la seva tesi doctoral, Kinderen van het getto. Joodse revolutionairen in België (Fills del gueto. Revolucionaris jueus a Bèlgica), documentà el gran nombre de combatents jueus que hi havien participat: més de dos-cents homes i vint-i-set dones, moltes de les quals van morir als camps de concentració.
Anys més tard, Sven Tuytens, periodista i corresponsal a Espanya de la Radio i Televisió Belga, rebé de mans de Rudi Van Doorslaer una fotografia datada el primer de maig de 1936, en què es veia un grup de noies davant de l'Hotel Colón de Barcelona que lluïa una gran pancarta del PSUC; eren les infermeres jueves destinades a l'hospital d'Ontinyent. Tuytens va decidir investigar i va viatjar a la zona on encara trobà diversos testimonis vius, entre els quals Maria Rosario Llin Belda (Rosariet, la peque) una infermera que l'any 1937 només tenia quinze anys i recordava tots els noms i els fets. Amb la informació recollida, filmà un documental que fou guanyador el 2016 del premi al documental curt a la Mostra Internacional de Cinema Documental de Montaverner i també guanyà el premi al millor muntatge en el Festival Internacional de Cinema per la Memòria Democràtica de Madrid. Posteriorment, Tuytens seguí investigant sobre aquelles dones, sobre els seus orígens i que havien fet abans i després de la Guerra Civil espanyola, i en va publicar un llibre en neerlandès, que fou traduït al castellà el 2019, amb el títol Las mamás belgas.